# Palladianismo

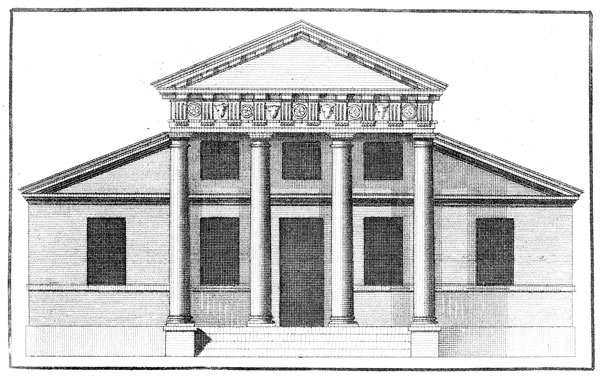
Proyecto de villa con pórtico superpuesto,
del libro IV de I Quattro Libri dell'Architettura de Andrea Palladio (1570),
en una edición publicada en Londres en 1736.

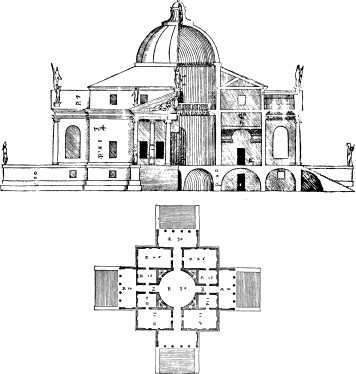
La Rotonda, que tanto habría de influir en la arquitectura de los siglos posteriores.

El palladianismo (a veces paladianismo) o arquitectura palladiana es un estilo arquitectónico originado en la obra del arquitecto italiano Andrea Palladio (1508-1580). Aunque el término palladiano se refiere a la obra de este autor y a todas aquellas inspiradas por él, lo que se conoce como paladianismo es una evolución de los propios conceptos originales de Palladio. El desarrollo del palladianismo como estilo autónomo se extendió hasta finales del siglo xviii, donde influyó notablemente en la arquitectura neoclásica, por su gusto  clásico. Este estilo se extendió desde el Véneto hacia toda Europa y otras partes del mundo.
En el Reino Unido el palladianismo llegó a ser sumamente popular a mediados del siglo xvii por su influencia en la obra de Íñigo Jones y Christopher Wren. Allí sucedió al Barroco, como una renovación de las formas de la Antigüedad, en construcciones de estilo clásico. A comienzos del siglo xviii siguió de moda, no solo en el ámbito británico, sino en la mayoría de los países del norte de Europa. Más tarde, cuando el estilo comenzó a declinar en Europa, surgió con fuerza en Norteamérica, con ejemplos excelentes en los edificios diseñados por Thomas Jefferson.

## Arquitectura de Andrea Palladio
Para entender el desarrollo del palladianismo, es necesario antes analizar la obra de Palladio y sus fundamentos constructivos.

### Características principales

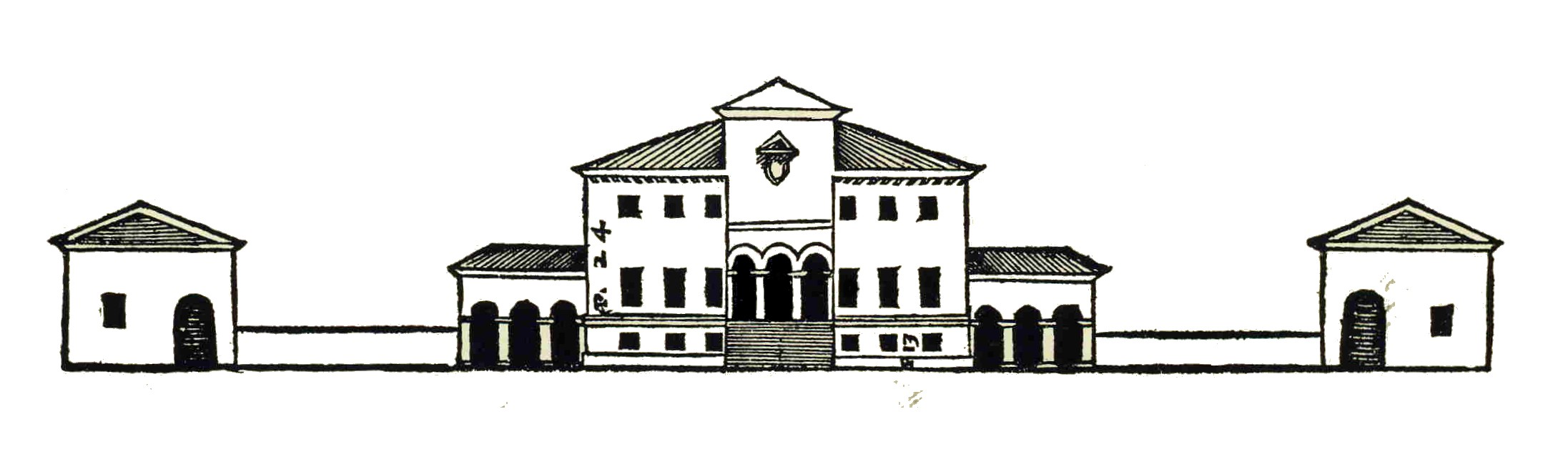
Palladianismo de Villa Godi: proyecto del propio Palladio, incluido en I quattro libri dell'architettura. Las alas en que se extiende la construcción son edificaciones agrícolas separadas de la vivienda principal.

La obra de Andrea Palladio se encuentra en su totalidad en la región septentrional italiana del Véneto. Destacan las villas palladianas de Vicenza (Villa Capra y Villa Badoer) y la Iglesia del Santísimo Redentor, en Venecia. Tanto en los tratados que escribió Palladio, como en los edificios que diseñó, siguió los principios fundadores definidos por el arquitecto romano Marco Vitruvio y desarrollados luego por Leon Battista Alberti en el siglo xv. Estos secundaban la vertiente más clásica de la arquitectura romana, que se basaba más en las proporciones matemáticas que en la riqueza ornamental, que también caracterizaba a la arquitectura renacentista del siglo xvi.
Combinó libremente muchos de los elementos del lenguaje clásico, de acuerdo con las exigencias del emplazamiento o de las necesidades funcionales de cada edificio y en ese sentido se le puede considerar como un arquitecto manierista. Sin embargo, al mismo tiempo compartió la búsqueda renacentista de las proporciones armónicas, y sus fachadas se caracterizan por una excepcional elegancia basada en la sencillez —casi austera— y la serenidad compositiva.
Palladio siempre ideaba sus villas en referencia al lugar de ubicación: si se encontraba en una colina, como la Villa Capra, todas las fachadas eran diseñadas de manera que sus moradores tuvieran buenas vistas desde cualquier ángulo de la casa. También, en algunos casos, el uso multiplicado del pórtico en cada una de sus fachadas tenía la finalidad de proteger del sol a quienes quisieran disfrutar del paisaje, al igual que los porches actuales. Palladio en ocasiones usaba la tipología de loggia abierta en sustitución del pórtico. La logia palladiana puede describirse como un pórtico hueco, o estancia autónoma cuyos muros abiertos dejan ver el resto de elementos y rematada con frontones. Ocasionalmente, otra tribuna era situada en un segundo piso, sobre la logia de entrada, creando así lo que se conoce como doble logia. Las logias o tribunas en las fachadas daban significación a las mismas y en ocasión eran soportadas por un entablamento inferior. En la Villa Godi  es usada en el edificio central la logia en la planta noble en vez del pórtico, que además se encuentra terminado por dos arcadas simétricas en sus lados.

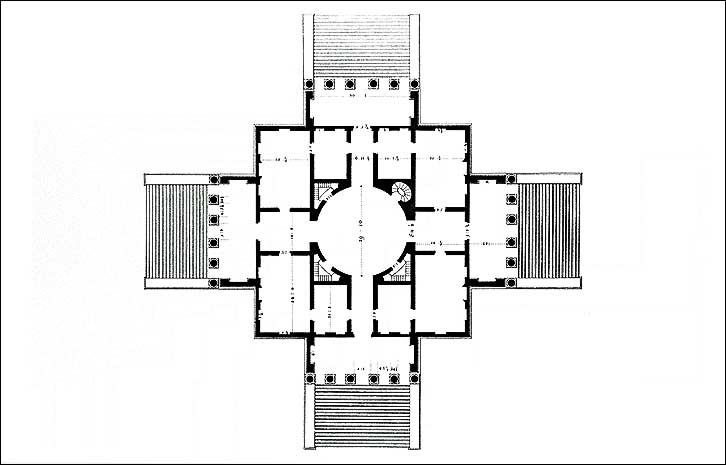
Planta cruciforme de la Villa Capra, con un pórtico en cada una de sus fachadas

Palladio solía usar como modelo en sus villas el alzado de los templos romanos. La influencia de este tipo de edificio clásico no se reducía a esto únicamente, pues también tomaba de ellos la planta cruciforme, que posteriormente sería conocida como marca característica de la obra del maestro véneto. Las villas palladianas generalmente se construían en tres plantas: un basamento rústico, que alojaba las estancias del servicio y habitaciones menores; sobre ella, el piano nobile o planta noble, a la que se llegaba a través del pórtico, mediante escalones exteriores con los que se accedía al recibidor y habitaciones principales; y sobre esta una mezzanine o entreplanta con estancias secundarias y resto de alojamientos. Las dimensiones de las habitaciones se establecían por medio de simples ratios matemáticas, como 3:4 o 4:5, y dichas estancias se interrelacionaban con el conjunto de la villa también a través de estas ratios. Con anterioridad, otros arquitectos habían usado esas fórmulas matemáticas para dotar de equilibrio al conjunto y conseguir la simetría en las fachadas; sin embargo, en sus diseños, Palladio las empleó para relacionar todo el edificio y evitar estridencias o falta de armonía en las villas, generalmente cuadradas. Las proporciones no solo son un medio para solventar un problema arquitectónico, sino un sistema organizado para la disposición de las habitaciones privadas.
Palladio creía profundamente en la doble finalidad de las villas: como explotación agropecuaria y como remanso palaciego de los ricos burgueses o aristócratas. Estas viviendas simétricas y con aspecto de templo, también tenían lo necesario para las labores del campo: estancias de trabajo como graneros, establos o almacenes de aperos agrícolas se separaban de la vivienda central mediante alas también concebidas simétricamente. Estas alas, a veces separadas de la vivienda y conectadas con las colonias de trabajadores, eran diseñadas no solo funcionalmente sino también como complemento de la villa y mejora del conjunto. Palladio tampoco tenía intención de integrar esa zona de trabajo con la vivienda principal, más allá del interés puramente estético. Así, en general, sus seguidores, alteraron dicho concepto original de la relación entre la edificación principal y sus dependencias anexas.

#### Tratados de Palladio
Es indudable que el estudio de los edificios de Palladio fue fundamental para la posterior evolución del palladianismo. Sin embargo, los textos escritos por el maestro italiano supusieron el mecanismo más rápido para la difusión de sus teorías por el resto de Europa y Norteamérica. Los arquitectos palladianos que no viajaron a Italia dispusieron —con la traducción de estos tratados— de la mejor reinterpretación de los originales.
Las dos obras fundamentales de Palladio fueron:
- Le Antichità di Roma, Venecia (1554), obra que recoge la imagen urbana de la Roma antigua.
- I Quattro Libri dell' Architettura (1570), obra que tuvo gran éxito y fue difundida a través de numerosas reimpresiones y traducciones en los siglos XVII y XVIII. La obra se estructura de la siguiente manera:
  - Libro I: teoría de los materiales; construcción de una casa desde los cimientos hasta el techo; instrucciones generales para la construcción pública y privada; teoría de los cinco órdenes arquitectónicos.
  - Libro II: la casa privada en la ciudad y en el campo (villa).
  - Libro III: calles, puentes, plazas, basílicas.
  - Libro IV: los templos de la Antigüedad en Roma, en Italia y en el resto de Europa.

### La ventana palladiana

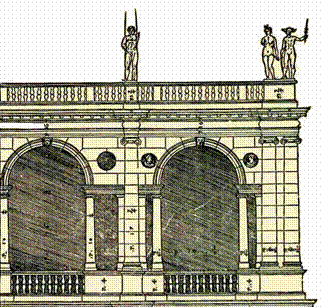
Ventanas serlianas: arquerías del palazzo della Ragione (Vicenza). Ilustración de I Quattri Libri dell'Architettura.

La ventana palladiana, o serliana o veneciana, destacó expresivamente en la primera época de la obra de Palladio. Sin embargo, denominar palladianas a este tipo de huecos es incorrecto. Su primera referencia proviene de Sebastiano Serlio (1475–1554) en su tratado de Arquitectura en siete tomos Tutte l'opere d'architettura et prospetiva, en la que expone los ideales de Vitruvio y de la arquitectura romana, aplicables a la arquitectura renacentista. El uso que aconseja Serlio era de una galería de grandes arcadas flanqueadas por vanos rectangulares menores, estructura que aparece por primera vez en los arcos del triunfo romanos. La ventana serliana es tripartita en sentido vertical. La parte central está rematada mediante un arco de medio punto que se apoya en arquitrabes y éstos a su vez en columnas. Palladio usó esta idea en numerosas ocasiones, entre las que destaca notablemente el conjunto de arquerías de la basílica o palazzo della Ragione  en Vicenza. También concibió fachadas con tribunas arcadas en la villa Godi y villa Forni-Cerato. La popularidad en el Véneto de este tipo de ventanas es lo que le concedió el nombre alternativo de ventanas venecianas, aunque en justicia, deberían llamarse ventanas serlianas. Sin embargo, esta forma de ventanas es probablemente uno de los puntos de referencia más característicos de la obra de Andrea Palladio y uno de los motivos más recreados con la evolución del palladianismo en siglos posteriores.

## Difusión del palladianismo
La influencia de Palladio ha sido enorme en la arquitectura occidental; de modo particular en la tradición anglosajona, que ha tenido como consecuencia que tanto la arquitectura colonial norteamericana, como la arquitectura colonial inglesa, en territorios tan extensos como la India, China o Australia puedan verse diseños derivados de Palladio.
En 1570, Palladio publicó su tratado I quattro libri dell'architettura, compendio de sus ideales arquitectónicos, obra que inspiró a arquitectos de toda Europa. En el siglo xvi muchos de ellos estudiaron en Italia, analizando in situ la obra de Palladio. Esta influencia se manifestó al regresar a sus países de origen cuando adaptaron el estilo a las diferentes circunstancias climatológicas y topográficas y al gusto de sus clientes. Así fue extendiéndose el ideal palladiano por toda la geografía europea, alcanzando el cenit de su popularidad en el siglo xviii, primero en Inglaterra e Irlanda y, posteriormente, en Estados Unidos. También sirvió de precedente a la arquitectura neoclásica de finales del siglo xviii y principios del siglo xix.

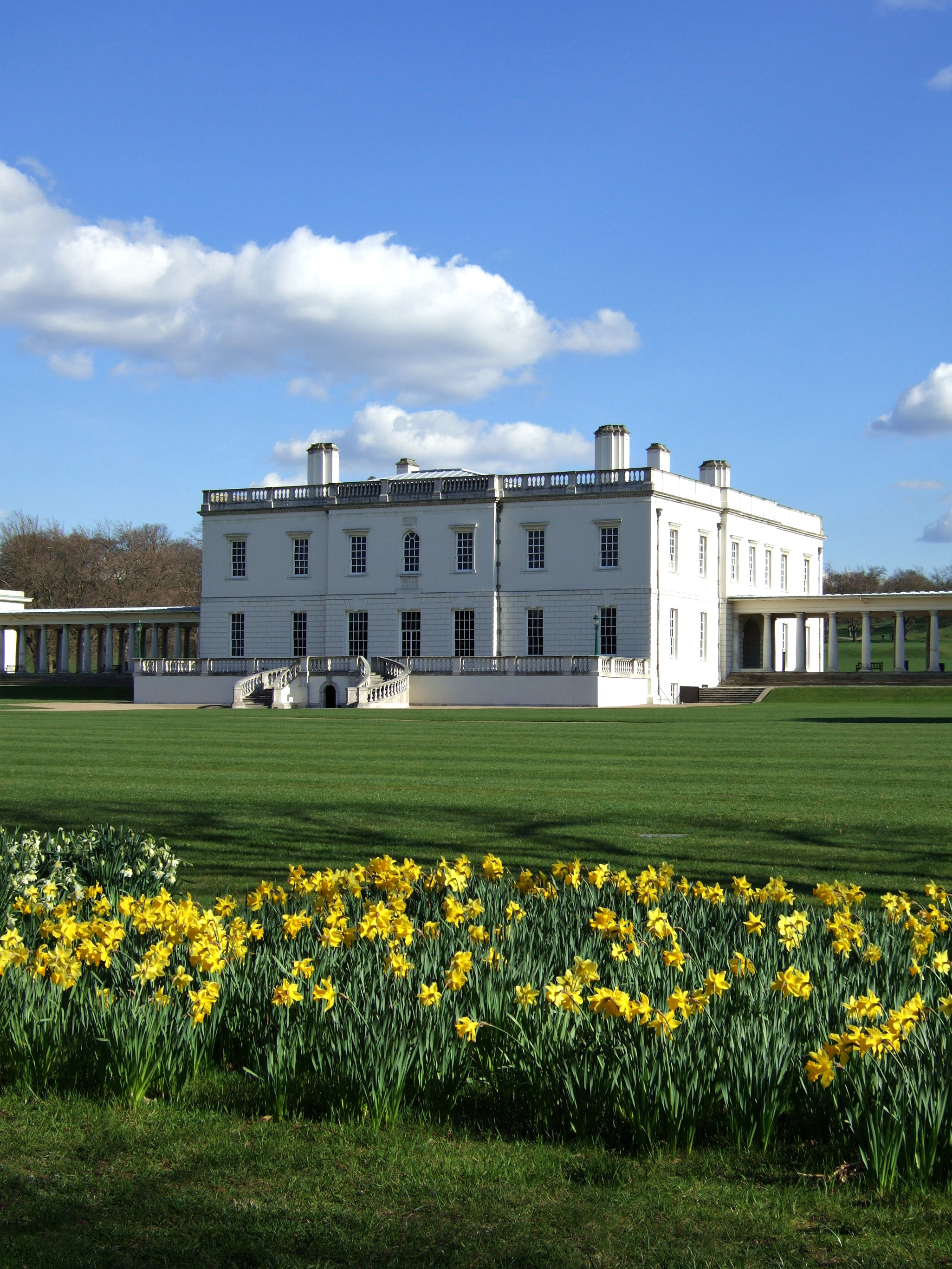
Palladianismo inglés: Iñigo Jones proyectó la Queen's House, Greenwich, que comenzó a construirse en 1616 como la primera casa palladiana en Inglaterra.

### Palladianismo inglés
Uno de esos estudiantes fue el arquitecto inglés Íñigo Jones, el cual fue directamente responsable de la importación de la influencia palladiana a Inglaterra. El "palladianismo" de Jones y sus contemporáneos, así como el de sus seguidores, fue un estilo que buscaba fundamentalmente la estética de la fachada, por lo que las fórmulas matemáticas de distribución de habitaciones no fueron nunca estrictamente aplicadas. Numerosas casas de campo se construyeron en Inglaterra entre los años 1640 y 1680, como la Wilton House, entre otras. Las primeras obras de Íñigo Jones tuvieron mucho éxito y marcaron el estilo de todas esas construcciones posteriores. Fueron el palacio llamado Queen's House de Greenwich y la Casa del Banquete del palacio de Whitehall, palacio real sin finalizar en Londres, encargado por el rey Carlos I de Inglaterra. Los diseños palladianos realizados por Jones, que llegó a ser aparejador real, estuvieron tan estrechamente asociados con la corte de Carlos I, que su influencia no sobrevivió a la confusión producida por la Guerra Civil Inglesa. La consiguiente Restauración de los Estuardo, en un intento de desvincularse de la monarquía anterior, eclipsó el palladianismo de Jones con un gusto por la arquitectura barroca de arquitectos como William Talman, sir John Vanbrugh y Nicholas Hawksmoor, a incluso del discípulo de Jones, John Webb.

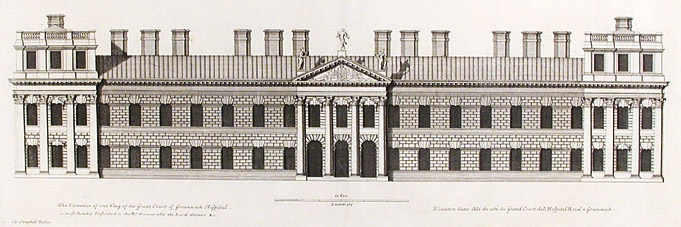
Hospital de Greenwich, ejemplo de palladianismo inglés.

### Neopalladianismo inglés
El estilo barroco, tan popular en el continente europeo, nunca tuvo verdadera implantación en las islas británicas. Fue rápidamente suplantado cuando en el primer cuarto del siglo XVIII se publicaron en Gran Bretaña cuatro libros que destacaban la simplicidad y pureza de la arquitectura clásica:
- Vitruvius Britannicus publicado por Colen Campbell, en 1715 (y del que fueron apareciendo a lo largo del siglo volúmenes suplementarios);
- la traducción inglesa de I Quattro Libri dell'Architettura de Andrea Palladio (Palladio's Four Books of Architecture) publicada por Giacomo Leoni, en 1715;
- la traducción inglesa de De re aedificatoria, de Leon Battista Alberti, publicada por Giacomo Leoni, en 1726;
- The Designs of Inigo Jones... with Some Additional Designs, publicado por William Kent, en 2 volúmenes, en 1727 (un volumen más, Some Designs of Mr. Inigo Jones and Mr. William Kent se publicó en 1744 por el arquitecto John Vardy, compañero de Kent.)

El más famoso de ellos fue el Vitruvius Britannicus, los cuatro volúmenes publicados por Campbell, arquitecto y editor. El tratado básicamente es un libro de proyectos, que recogía grabados de los edificios ingleses más importantes inspirados por los grandes arquitectos, desde Vitruvio a Palladio. Los primeros son principalmente obras de Iñigo Jones, pero luego recoge creaciones originales de dibujos y proyectos del propio Campbell y otros arquitectos del siglo xviii.

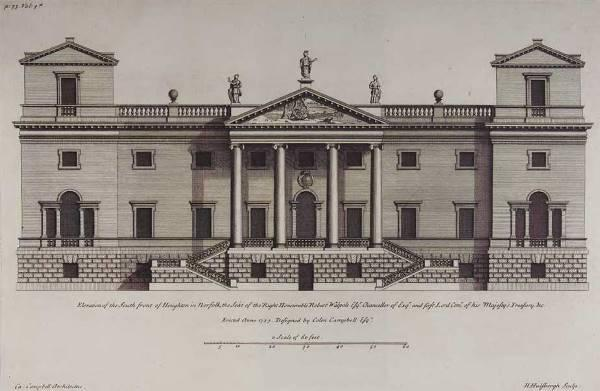
Neopalladianismo: Houghton Hall, cuya fachada fue diseñada por Colen Campbell y completada en 1722. Las torres laterales del proyecto original fueron sustituidas por cúpulas finalmente.

Estos cuatro tratados contribuyeron enormemente al renacer de la arquitectura palladiana inglesa, llegando a ser el estilo predominante del país durante el siglo. Sus tres autores consiguieron por ello ser muy conocidos y de los más solicitados para trabajar. Campbell, por ejemplo, debido al Vitruvius Britannicus fue elegido como arquitecto del banquero Henry Hoare I para el que construyó Stourhead House, una obra maestra inspirada directamente en la villa Emo de Palladio, y que, a su vez, inspiró docenas de casas similares a lo largo de toda Inglaterra.
En la vanguardia de esta nueva escuela de diseño estaba el arquitecto-aristócrata Richard Boyle, quien concebía el Barroco como símbolo del absolutismo extranjero. En 1729, Burlington diseñó, junto a William Kent, la Chiswick House, una reinterpretación de la villa Capra, purificando los elementos y ornamentos del siglo XVI. La severidad en la ornamentación fue el elemento más destacado del neopalladianismo inglés.

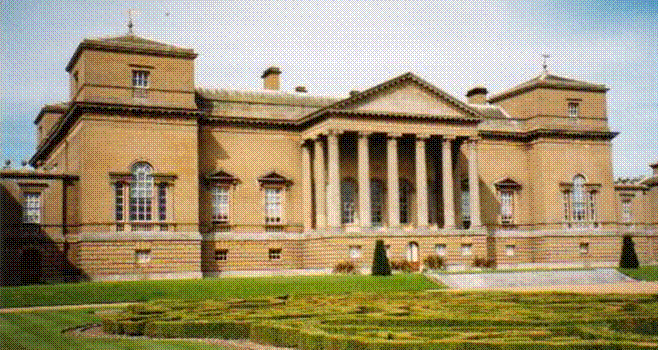
Neopalladianismo: Holkham Hall, fachada con pórtico y frontón.

En 1734, William Kent y lord Burlington crearon uno de los mejores ejemplos de las casas neopalladianas, Holkham Hall en Norfolk. El bloque principal sigue escrupulosamente los dictados de Palladio, pero las alas exteriores agrícolas, normalmente desaparecidas en el palladianismo, fueron destacadas significativamente en este caso. Kent las adjuntó al proyecto, desterrando su uso agropecuario, y dotó a dichas alas de igual importancia al de la vivienda principal. El uso fue extendiéndose en otras construcciones y usualmente esas alas fueron adornadas con pórticos, frontones y entablamentos, como en la muy posterior Kedleston Hall, que convirtió las alas en pequeñas casas adosadas. Esta evolución de las alas auxiliares, de ser edificaciones complementarias a meramente superpuestas, fue la causa de que el palladianismo inglés llegara a ser un pastiche de la obra original de Palladio.

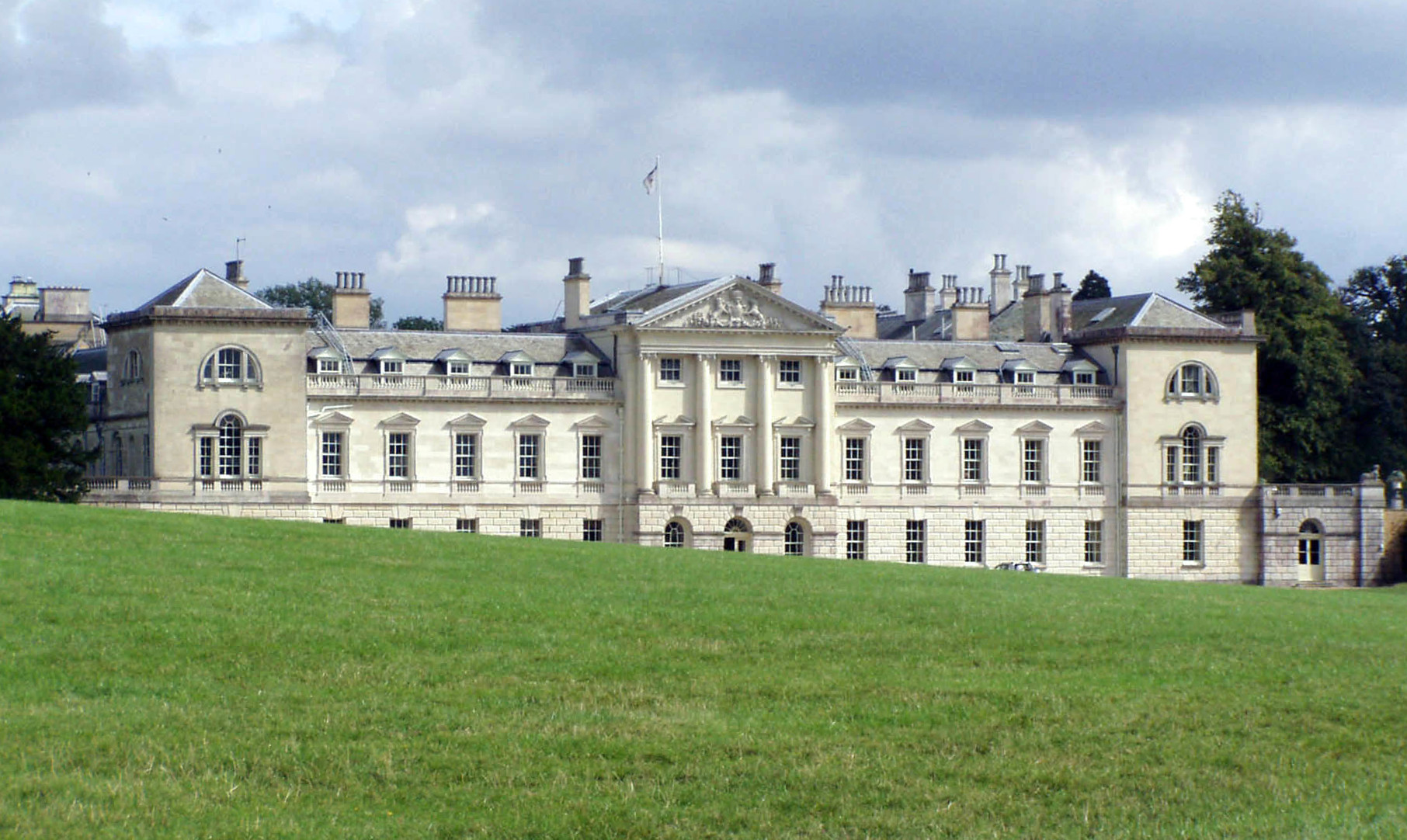
Neopalladianismo: Woburn Abbey, diseñada por un discípulo de Burlington, Henry Flitcroft en 1746. El edificio central ya no es exento y las alas se elevan a la misma altura que la central, sin distinguir entre edificio principal y secundarios. El uso de establos que le daba Palladio está totalmente perdido.

El estilo evolucionó y cambió para adaptarse a las exigencias de cada cliente. Cuando en 1746, John Russell, IV duque de Bedford, decidió remodelar su casa de Woburn Abbey, prefirió el palladianismo para la reconstrucción, al ser el estilo de moda en la época. Eligió para ello al arquitecto Henry Flitcroft, discípulo de Burlington. El proyecto de Flitcroft en Woburn no podría ser reconocido por el mismo Palladio, debido a las modificaciones sustanciales de la filosofía constructiva del maestro italiano. El núcleo central es pequeño, el pórtico con tres vanos está meramente esbozado, y a diferencia de las loggias palladianas, este está completamente cerrado. Las alas laterales albergan el grueso de las habitaciones, remplazando el original muro que conducía a las colonias de trabajadores e instalaciones agropecuarias. Los extremos (donde estarían los almacenes y establos) fueron elevados a una altura superior al edificio central y como decoración tiene ventanas palladianas, que evocan su influencia originaria. Esta evolución del estilo será repetida en la tipología de casas de campo inglesas durante cien años. Incluso en la decadencia del neopalladianismo, ya en la época victoriana, el arquitecto Edward Blore lo usó para la remodelación de la fachada del palacio de Buckingham en 1913. Allí se sustituyó el pórtico greco-romano por un pórtico ciego con pilastras, que decoran la parte central de la fachada. Esta última vuelta de tuerca del estilo palladiano, dos siglos después, apenas está ya vagamente inspirada en la propia arquitectura de Palladio.
Las casas neopalladianas no eran los pequeños y exquisitos refugios de descanso que los arquitectos italianos concibieron. No son villas, sino grandes mansiones, simbólicos centros de poder de los lores que gobernaban Gran Bretaña. A medida que el estilo británico evolucionaba, todas las concepciones matemáticas de proporción y distribución fueron desechadas. Estos edificios tienen fachadas de grandes proporciones y estancias pensadas para dar una mayor impresión de tamaño.

### Palladianismo irlandés

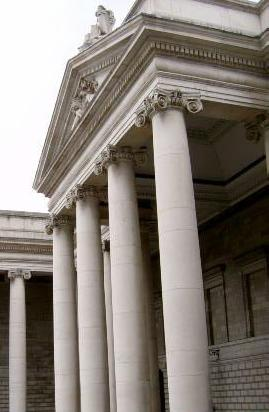
Palladianismo irlandés: pórtico de entrada del Parlamento irlandés en Dublín.

Durante el periodo neopalladiano, en Irlanda, incluso las mansiones más modestas se hicieron en este estilo. La arquitectura palladiana en Irlanda difería sutilmente de la realizada en Inglaterra. A medida que los diferentes países iban adhiriéndose a los ideales constructivos dados por Palladio, fueron dotándose de su propia personalidad. En Irlanda, paradójicamente, construyeron más ajustados al original italiano, debido a que los arquitectos tomaban sus referencias directamente de Italia, en vez del estilo que seguía su propia evolución en Inglaterra. Irlanda, por su condición más lejana y provinciana, hizo que la moda palladiana cambiara más lentamente que en ningún otro sitio. Sin embargo, cualquiera que sea la razón, el palladianismo debió adaptarse al clima, más húmedo y frío, de Irlanda.
Uno de los arquitectos irlandeses pioneros fue sir Edward Lovett Pearce (1699–1733), que se considera como el máximo exponente del palladianismo irlandés. Pearce, primo de sir John Vanbrugh, y discípulo de él, rechazó el Barroco y pasó tres años estudiando arquitectura en Francia e Italia, antes de regresar a Irlanda. Su mejor obra palladiana fue el primer Parlamento en Dublín. Pierce fue un prolífico arquitecto y también diseñó la fachada sur de la Drumcondra House en 1727 y el Palacio de Cashel en 1728.
Otro ejemplo notable de palladianismo irlandés es la Castletown House, cerca de Dublín. Diseñada por el arquitecto italiano Alessandro Galilei (1691–1737), es quizá la única casa en Irlanda construida siguiendo las ratios matemáticas palladianos y una de las dos mansiones irlandesas claramente inspiradoras del diseño de la Casa Blanca de Washington.
También destaca al arquitecto Richard Cassels, de origen alemán, que diseñó siguiendo el estilo palladiana la casa Russborough, el Hospital Rotunda en Dublín y Florence Court, en el condado de Fermanagh. Las casas de campo palladianas irlandesas solían tener una particularidad, la decoración rococó en escayola, casi siempre obra de los Hermanos Lafranchini, que hacía que sus interiores fueran más extravagantes que sus contemporáneos ingleses. Gran parte de Dublín fue construido en el siglo XVIII en estilo georgiano. Muchas de esas edificaciones se mantienen en pie en la actualidad aunque en condiciones ruinosas. Tras las crisis de 1922 en Irlanda, el plomo de los tejados de estas vacías casas palladianas fue expoliado por su valor como chatarra. Aún muchas casas palladianas sin tejado pueden admirarse en las zonas rurales despobladas del país.

### Palladianismo en los Estados Unidos

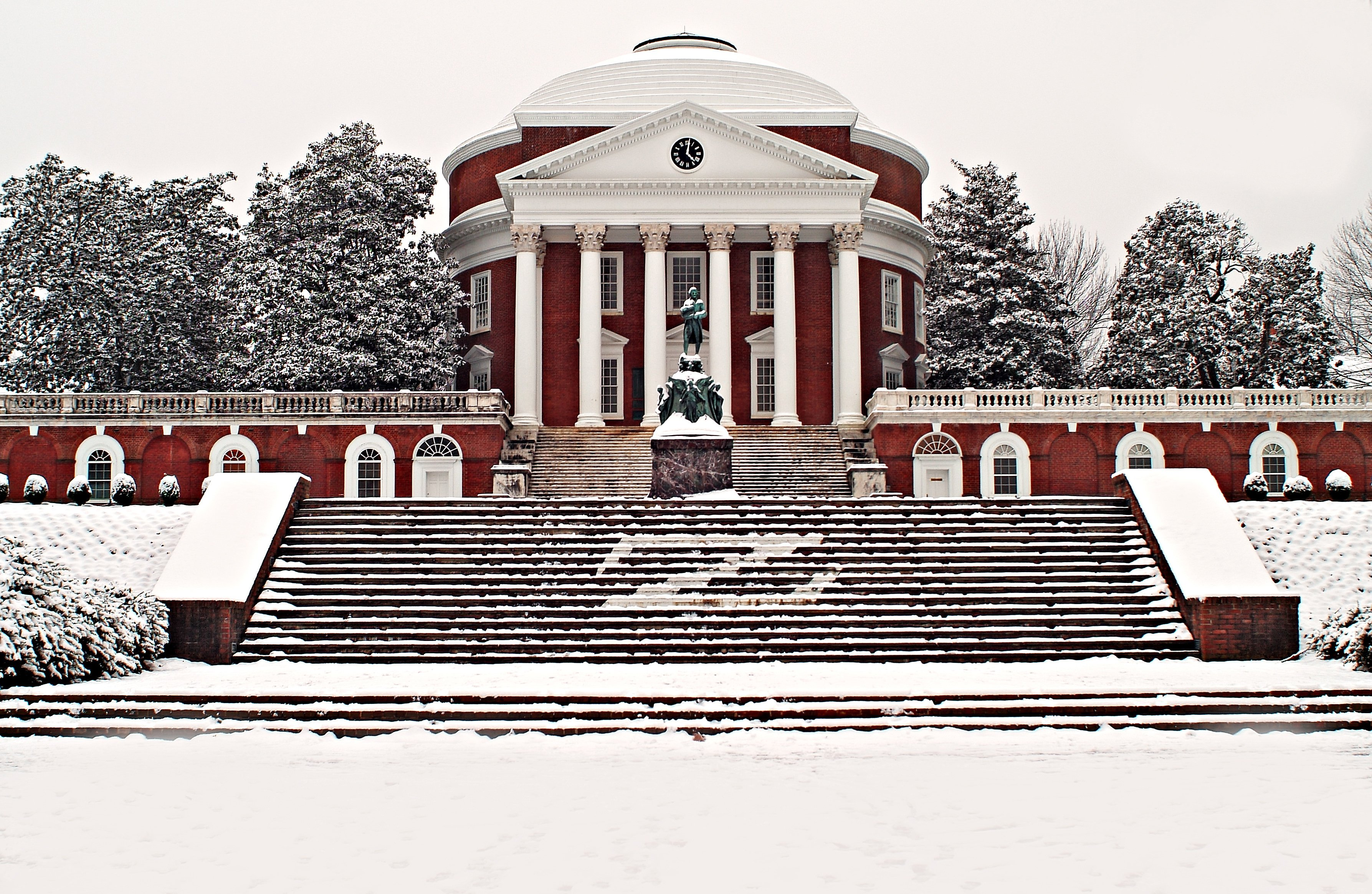
Palladianismo estadounidense: la Rotonda de la Universidad de Virginia, diseñada a la manera palladiana por Thomas Jefferson.

El presidente de Estados Unidos y arquitecto amateur Thomas Jefferson (1743–1826) se refirió alguna vez a I Quattro Libri dell'Architettura de Palladio como su Biblia. Jefferson tenía gran aprecio por los conceptos arquitectónicos palladianos y los diseños de su casa de Monticello, en Charlottesville, (Virginia), así como los de la Universidad de Virginia se basaron directamente en los dibujos del tratado de Palladio. La filosofía de Jefferson relacionaba la significación política de sus edificios con la arquitectura de la Antigua Roma y así diseñó numerosos edificios cívicos en estilo palladiano. Monticello (remodelada entre 1796 y 1808) está claramente basada en la villa Capra de Palladio, que con sus modificaciones, se califica en Estados Unidos como estilo colonial georgiano. El Panteón, o la Rotonda, diseñado por Jefferson en la Universidad de Virginia es indudablemente palladiano en concepto y estilo y su cúpula está basada en la del Panteón de Agripa de Roma.
En Virginia y Carolina, las formas palladianas se volvieron habituales en las casas de las plantaciones de Tidewater, como Stratford Hall, Westover Plantation o Drayton Hall cerca de Charleston. Son ejemplos de la denominada arquitectura colonial estadounidense que adoptó la forma palladiana según muestran los grabados de la época. El uso del palladianismo en Estados Unidos fue debido a que los constructores y albañiles, incluso los propietarios, no tenían la experiencia personal en construcción de edificios, ni el conocimiento de sus colegas europeos.
Un rasgo característico del palladianismo estadounidense fue la reaparición del gran pórtico de entrada, que estaba de nuevo destinado a proteger la vivienda del sol. El pórtico, con o sin frontón y de diferentes formas y tamaños, llegó a ser esencial en la arquitectura colonial estadounidense. En los países de Europa del Norte, debido al clima, el pórtico con esta finalidad llegó a ser meramente simbólico, normalmente cerrado o simplemente esbozado por un diseño de pilastras, e incluso en los últimos ejemplos del palladianismo inglés adaptado como puerta de carruajes. En América, sin embargo, recobró su antigua gloria.

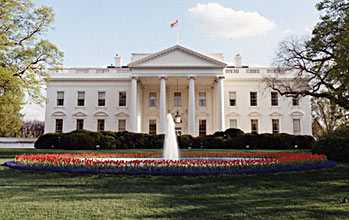
La Casa Blanca, diseñada por James Hoban, que estudió el palladianismo en Irlanda.

Thomas Jefferson debió sentir un particular placer al ser el segundo ocupante de la Casa Blanca en Washington, la cual fue concebida, doblemente inspirada, por el palladianismo irlandés. Tanto Castletown House como Leinster House, obra de Richard Cassel en Dublín, inspiraron al arquitecto James Hoban para construir esta residencia oficial, erigida entre 1792 y 1800. Hoban, que había nacido en Callan, condado de Kilkenny, en 1762, estudió arquitectura en Dublín, donde Leinster House (construida c. 1747) era una de las más bellas edificaciones de la época. El palladianismo de la Casa Blanca es interesante porque es casi un temprano ejemplo de arquitectura neoclásica, especialmente en su fachada sur, que imita el diseño de James Wyatt para el castillo Coole de 1790, también en Irlanda. Irónicamente, la fachada norte tiene un piso menos que la Leinster House, mientras la fachada sur se eleva un piso más que el castillo Coole y tiene una escalinata más, de estilo palladiano. El castillo Coole es, en palabras del historiador Gervase Jackson-Stops, «una culminación de las tradiciones palladianas, casi estrictamente neoclásico en su ornamentación casta y su noble austeridad». Lo mismo puede decirse de muchas de las casas del palladianismo estadounidense.
Las dos únicas edificaciones en los Estados Unidos del periodo colonial que pueden ser definitivamente atribuidas a la filosofía del tratado de Palladio son la casa Hammond-Harwood en Annapolis (Maryland) y el primer Monticello. La fuente de inspiración de la casa Hammond-Harwood es villa Pisani en Montagnana y del primer Monticello es la villa Cornaro en Piombino Dese. Drayton Hall y la casa Miles Brewton, en Carolina del Sur, siguieron esta influencia tomada por las dos construcciones anteriores.
Una de las adaptaciones realizadas por el palladianismo estadounidense es que el piano nobile o planta noble tiende a ser reemplazado por la planta baja o rústica, trasladándose la planta de servicio al piso superior, a diferencia de la tradición europea. Esto hacia innecesaria las escalinatas ornamentadas exteriores que llegaban a la planta principal, como en los diseños originales de Palladio. Esta tendencia perduró en el estilo neoclásico que sucedió al palladianismo.

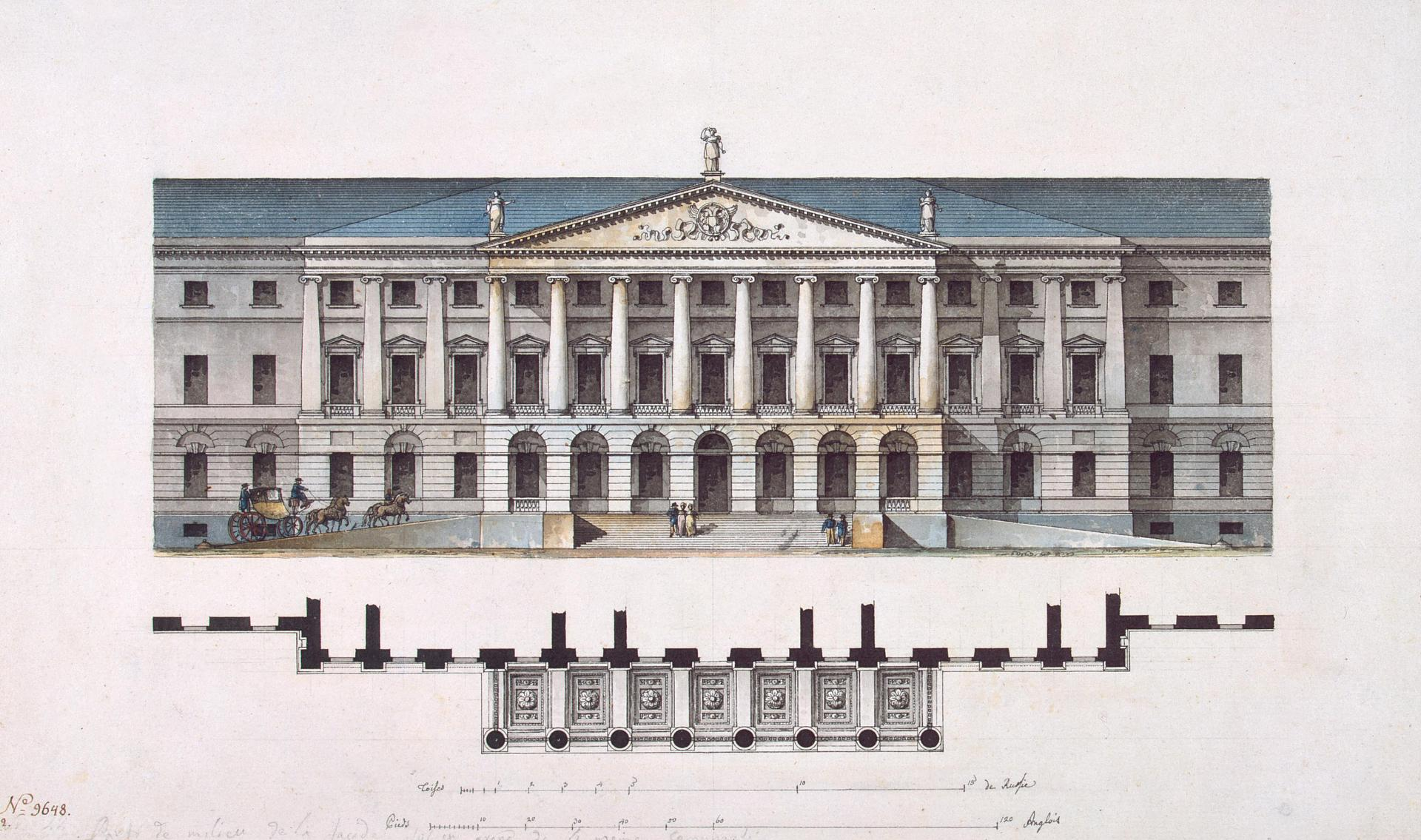
El arquitecto Giacomo Quarenghi, activo entre los años 1780 y 1810, transformó la ciudad de San Petersburgo, en Rusia, en un museo al aire libre de neopalladianismo.

## Ocaso del palladianismo
Alrededor de 1770, en Inglaterra, arquitectos como Robert Adam y sir William Chambers tuvieron gran demanda popular, y a esas alturas contaron con gran variedad de fuentes clásicas en las que inspirarse, incluida la arquitectura griega. Así que comenzaron a construir lo que finalmente se definiría como arquitectura neoclásica, más que palladianismo. En la Europa continental la influencia palladiana decayó a finales del siglo XVIII, siendo sustituida por el neoclasicismo, que no rompió bruscamente con el palladianismo, ya que ambos bebían de las mismas fuentes clásicas. En Estados Unidos, la arquitectura palladiana continuó algo más, debido al deseo de Thomas Jefferson de encontrar un estilo arquitectónico propio para el incipiente país.
El término «palladiano» aún es usado en la actualidad, aunque incorrectamente, para referirse a un edificio con alguna pretensión clásica.

## Enlaces externos

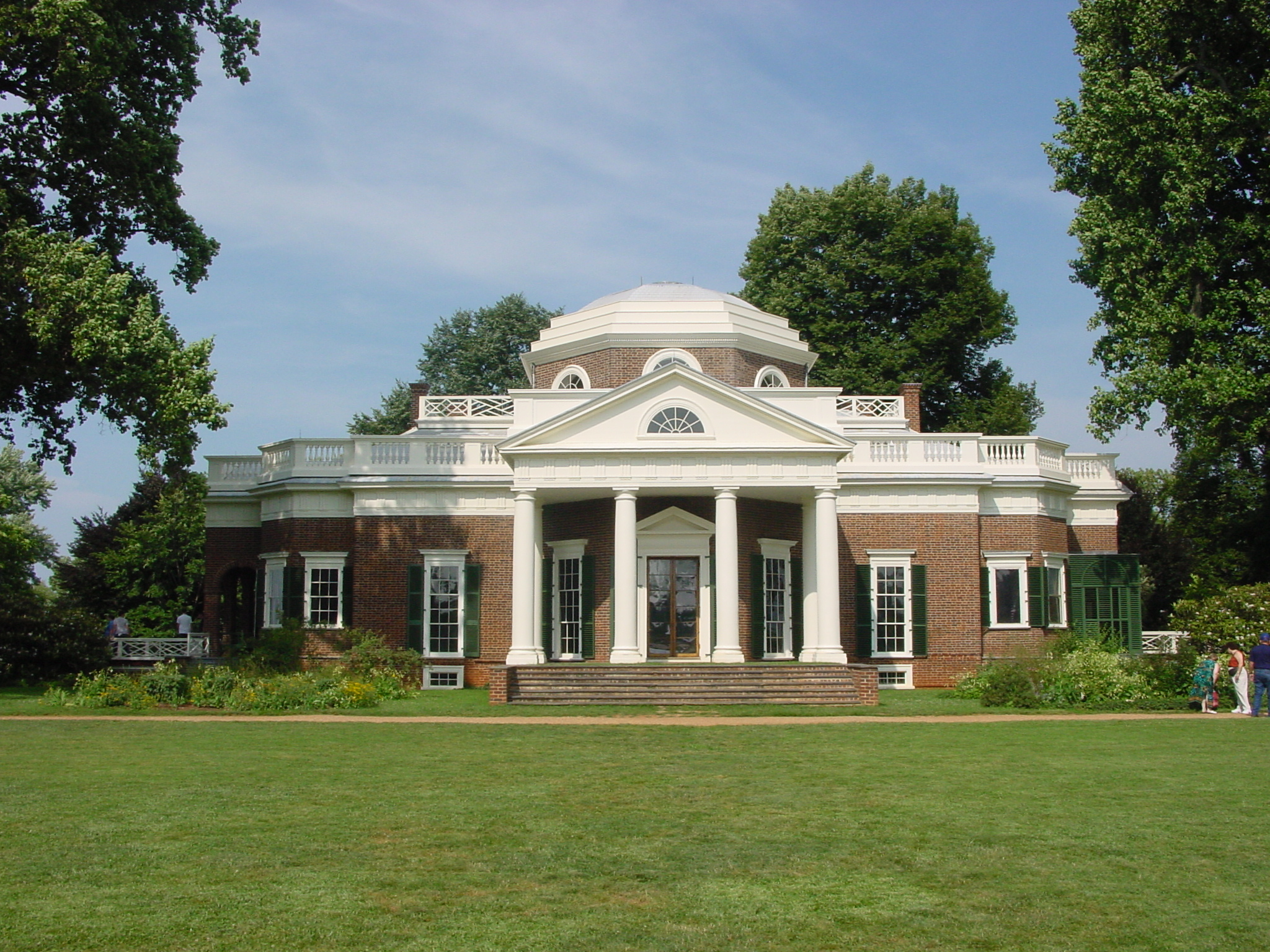
Monticello, casa diseñada por Thomas Jefferson.

### Sobre Palladio
- Obra de Andrea Palladio
- Sobre I Quattro Libri dell'Architettura
- Villas de Palladio (en inglés)

### Palladianismo inglés
- Artículo sobre el palladianismo inglés Archivado el 16 de julio de 2006 en Wayback Machine.
- palladianismo en Inglaterra (en inglés)
- Guía de estilo del palladianismo del Victoria and Albert Museum (en inglés)
- Página oficial de la Casa del Banquete en Whitehall (en inglés)
- Página oficial de Holkham Hall (en inglés)
- Página oficial de Woburn Abbey (en inglés)
- Página oficial de Chiswick House (en inglés)

### Palladianismo estadounidense
- Artículo sobre la arquitectura estadounidense durante el siglo XIX
- Arquitectura de Thomas Jefferson (en inglés)
- Página oficial de Monticello (en inglés)

- Datos: Q264649
- Multimedia: Palladian architecture / Q264649